# Кадировци
141. посебни моторизовани пук (рус. 141-й специальный моторизованный полк), познат и под надимком кадировци (рус. Кадыровцы), јесу оружана формација из области Чеченије у Русији, у служби заштите шефа Чеченске Републике. Припадници јединице су бивши припадници службе безбедности председника Чеченске Републике Ахмада Кадирова, оца Рамзана Кадирова. Кадировци су званично део Националне гарде Русије. Израз кадировци се обично користи у Чеченији за означавање свих наоружаних чеченских мушкараца под контролом шефа Чеченске Републике Рамзана Кадирова.
Кадировци су настали 1994. године као чеченска сепаратистичка милиција под вођством Ахмада Кадирова и борили су се против руских оружаних снага за Чеченску Републику Ичкерију у Првом чеченском рату. Кадиров је прешао на руску страну у Другом чеченском рату 1999. године, а кадировци су почели да се боре против сепаратиста и џихадиста током „герилске фазе” као дефакто јединица државне полиције након што је он именован за председника Чеченије у јулу 2000. године. Кадиров је убијен 2004. године, а контролу над милицијом наследио је његов син Рамзан Кадиров. Кадировци су 2006. године легализовани као моторизовани пук Министарства унутрашњих послова, а када је Кадиров изабран за председника Чеченије 2007. године успостављено је њихово тренутно званично задужење службе личне заштите.
Кадировци су критиковани да су приватна војска Рамзана Кадирова и оптужени су да су починили широко распрострањена кршења људских права као што су киднаповање, присилни нестанци, мучење и убиства. Критичари тврде да кадировци користе вансудске казне да учврсте Кадировљеву аутократску владавину, и да сада надмашују џихадистичке побуњенике као организација од највећег страха међу цивилним становништвом Чеченије.
Кадировци су учествовали у рату у Сирији и Донбасу, а од 24. фебруара 2022. године учествују у инвазији Русије на Украјину. 